# مارتین واسالو آرگوئلو
 مارتین واسالو آرگوئلو (انگلیسی: Martín Vassallo Argüello؛ زاده ۱۰ فوریهٔ ۱۹۸۰) یک تنیس‌باز اهل آرژانتین است. 